# Gabriel-Louis de Rougé
Pour les autres membres de la famille, voir Famille de Rougé.
Gabriel-Louis de Rougé (16 mai 1729 - novembre 1772) est un prélat français du XVIIIe siècle.

## Biographie
Fils de Georges Étienne de Rougé (1690-1737), seigneur du Cléray, ancien page du roi (reçu en 1710) et lieutenant au régiment de La Gervasais, et de Thérèse Henriette du Bois de Maquillé, Gabriel Louis fut baptisé, le lendemain de sa naissance, à Saint-Julien-de-Concelles, diocèse de Nantes.
Il porte successivement les titres d'« abbé de Rougé », d'« archidiacre de Corbonnois » en la cathédrale de Séez, grand-vicaire de Séez, l'abbé est nommé évêque de Périgueux le 15 décembre 1771. Confirmé le 30 mars 1772 et consacré le 26 avril suivant, par Christophe de Beaumont, le nouvel évêque venait de s'installer dans son diocèse, lorsqu'il mourut en novembre de la même année.

## Armoiries
De gueules à la croix pattée (parfois alésée) d'argent